# 中華民國空軍雷虎特技小組

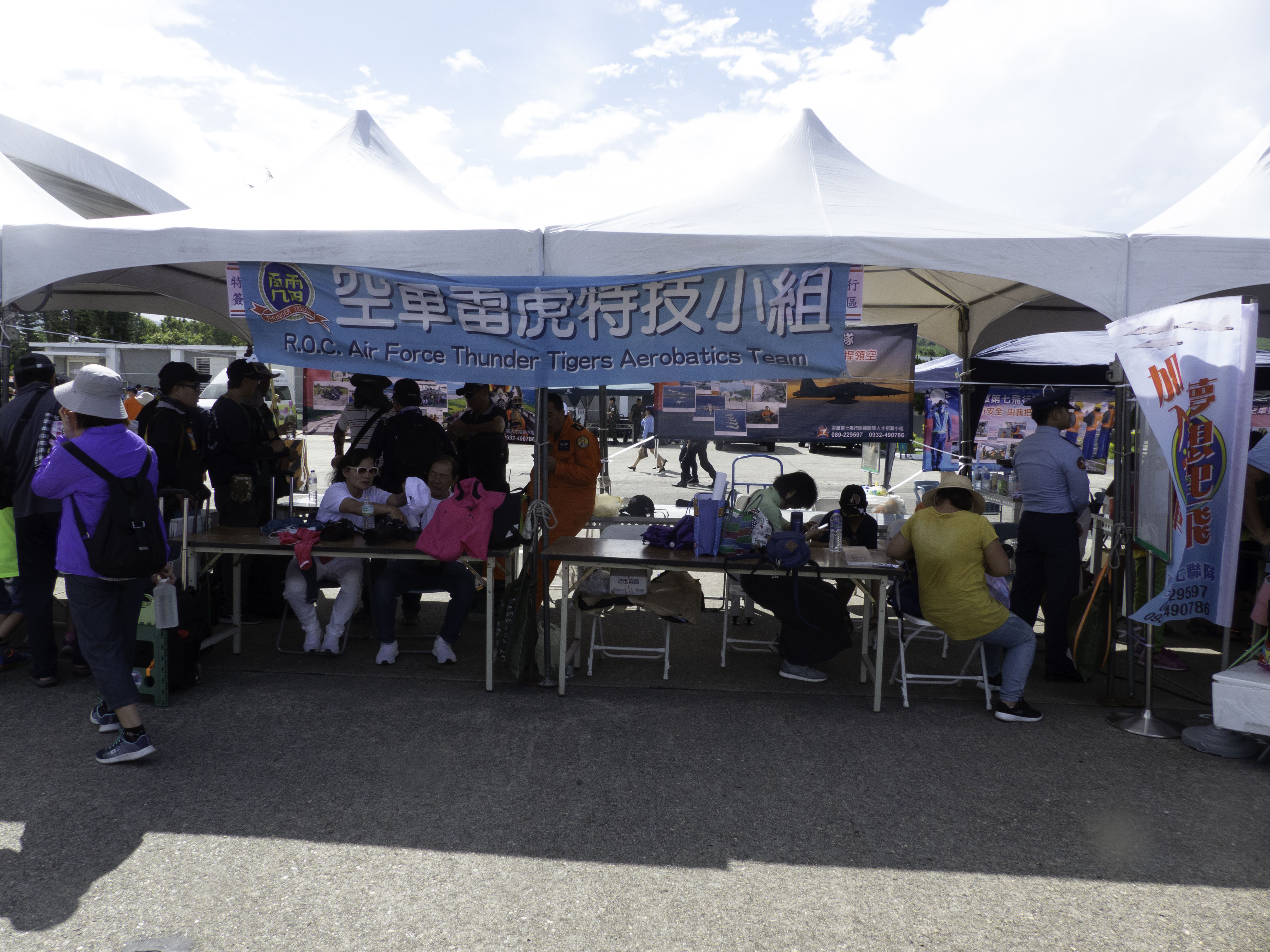
雷虎小組人才招募攤位

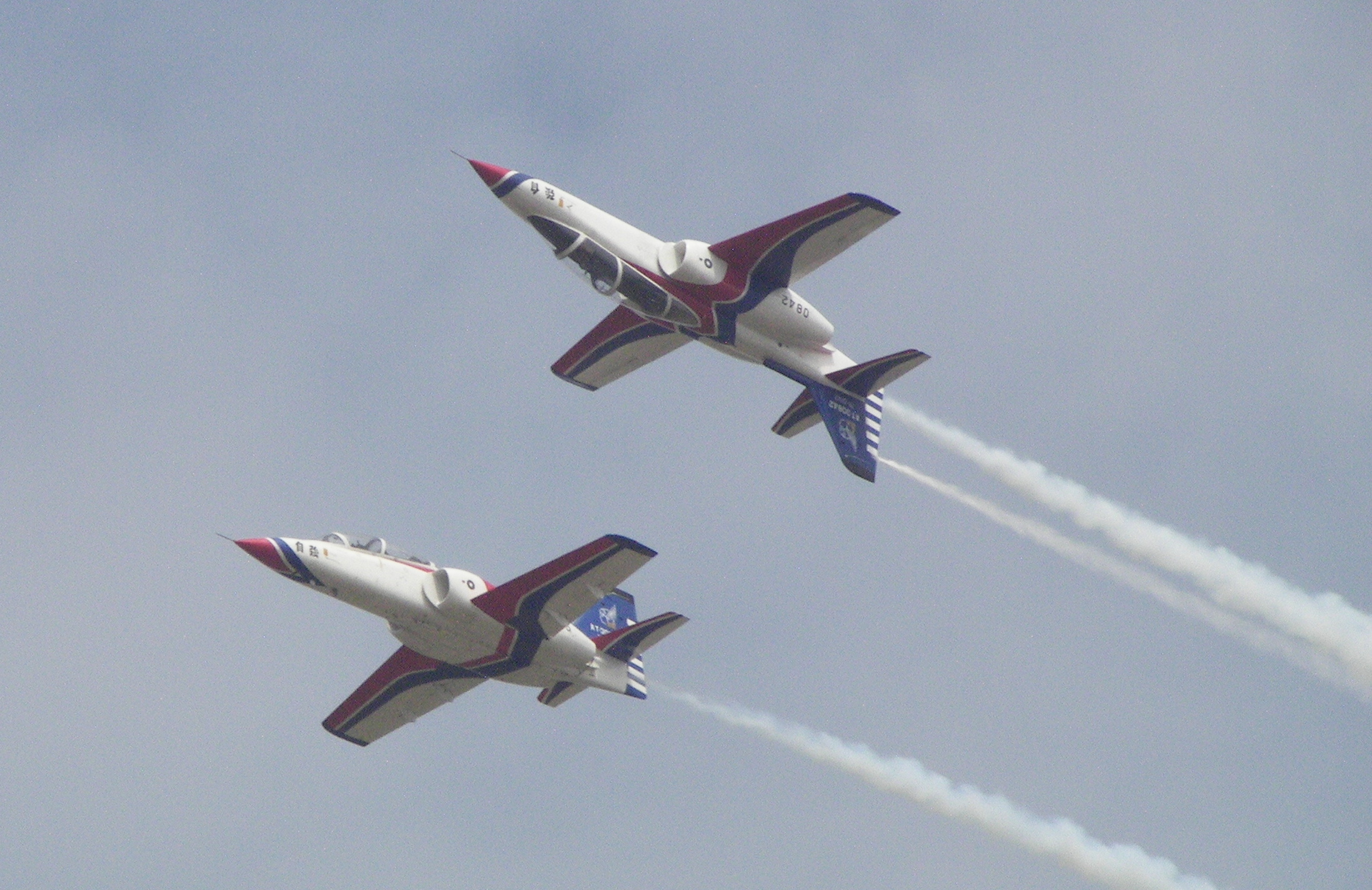
雷虎小組飛行表演中

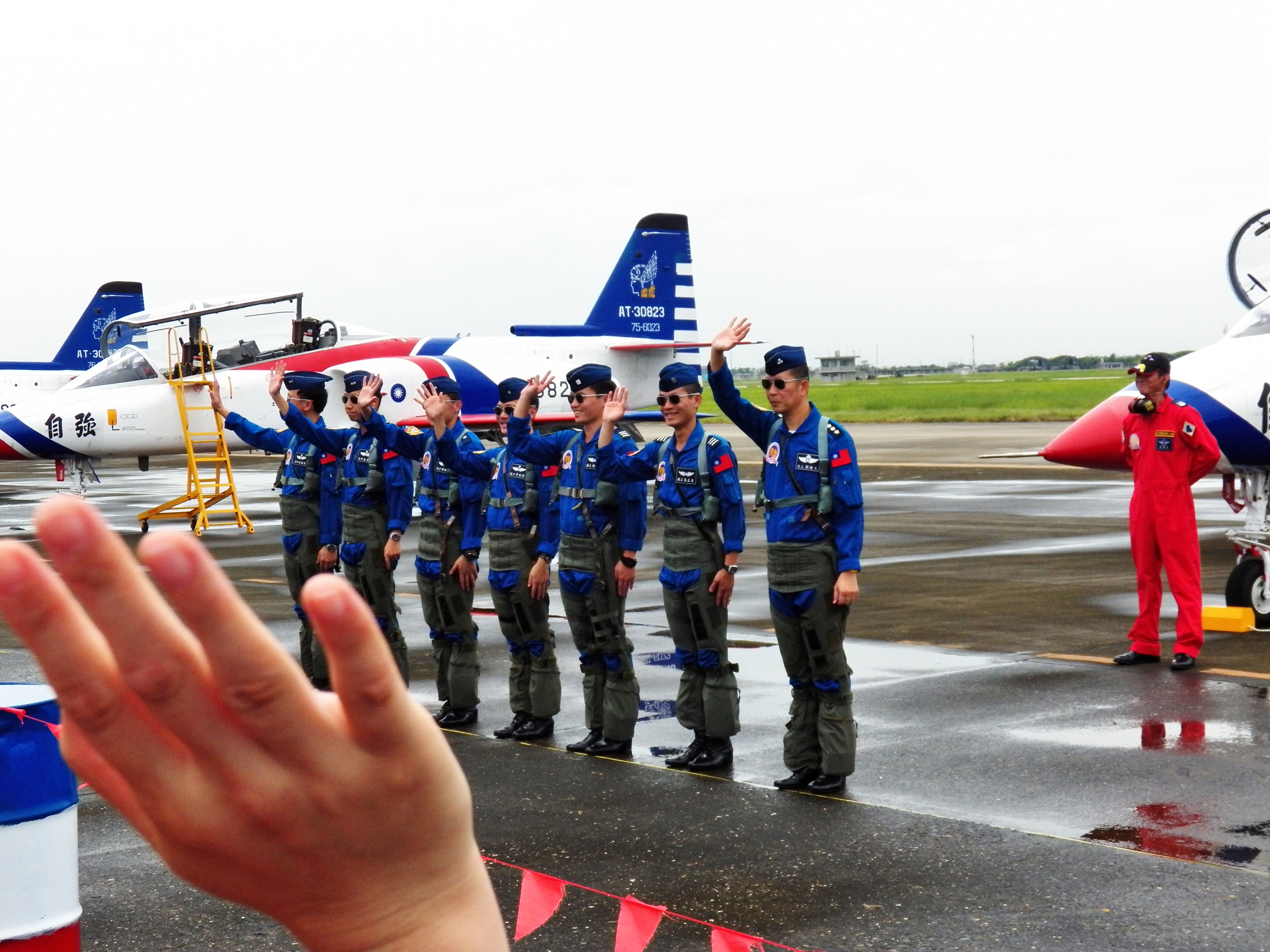
飛行表演結束後，雷虎小組成員向觀眾揮手致意。

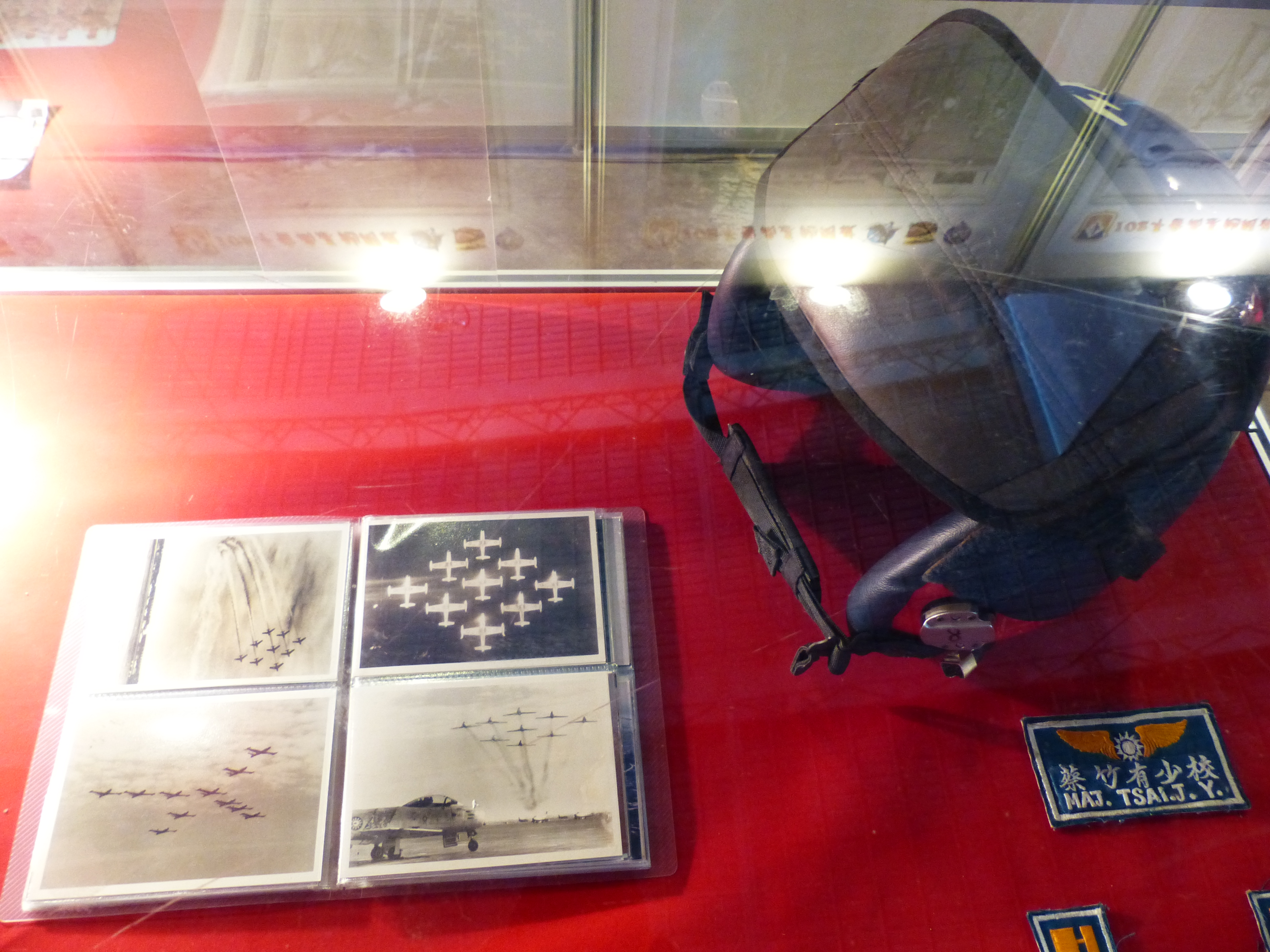
雷虎小組60週年紀念展中，早期雷虎小組隊員使用的飛行頭盔與紀念攝影集。

空軍雷虎特技小組，簡稱雷虎小組，是中華民國空軍下属的飞行表演队，成立於1953年，由當初在美國受訓的中華民國空軍軍官仿效美國空軍雷鳥飛行特技小組創立，成立目的在於精研飛行技術，培養團隊精神，增加作戰必勝理念，發揚空軍忠勇軍風，以寡擊眾光榮傳統。

## 隊史
雷虎小組首任領隊為周石麟中校（中華民國空軍軍官學校第13期），第一代6位雷虎小組成員包括領隊周石麟、劉蘇鍾（空官30期）、李南屏（空官31期）、羅化平（空官23期）、梁龍（空官29期）、呂廷文（空官31期）。6位雷虎小組成員中，呂廷文在一次噴煙表演中發生意外殉職；李南屏被調往黑貓中隊而離開雷虎小組，後於福建省澄海縣上空被中國人民解放軍空軍SA-2防空導彈擊中，彈射逃生失敗殉職。
- 1953年12月，於空軍臺南基地第一聯隊成立飛行特技小組，由時任中華民國空軍總司令王叔銘上將一手規劃，受邀前往菲律賓馬尼拉「第七屆航空飛行週」擔綱演出，獲得國際高度肯定。
- 1954年8月14日，空軍節，飛行特技小組首度公開演出。
- 1955年，時任空軍總司令王叔銘上將正式定名為空軍雷虎特技小組。
- 1957年，在菲律賓航空周，首開先例九架F-86戰鬥機編隊表演。
- 1959年9月3日，參加世界航空協會展覽，以12架F-86戰鬥機演出「炸彈開花」，一舉成名。
  - 12位飛行員(按期別：羅化平中校(23期)、許大木上尉(29期)、周林峯上尉(29期)、唐毓秦上尉(29期)、梁龍上尉(29期)、張復上尉(30期)、唐卉璋上尉(30期)、李學禮上尉(30期)、劉蘇鐘上尉(30期)、席德隴上尉(32期)、袁行遠上尉(32期)、王詒琪上尉(33期)。
- 1975年10月10日，梁龍上校帶領王正雄，林隆獻，陳權政，王文周，黃榮德等五位飛行員，共六人進行表演，這也是雷虎小組使用F-5A的最後一次表演
- 1988年11月1日，正式移轉由空軍軍官學校戰鬥組教官接替特技表演任務，並換裝中華民國自製的AT-3自強號高級教練/輕攻擊機進行表演。
- 2014年，慶祝中華民國國軍黃埔建軍九十周年，雷虎小組以七架機編成大雁隊形，飛越中華民國總統府觀禮台上空。
- 2025年8月5日，於空軍岡山基地舉行雷虎小組傳承交接典禮，正式換裝T-BE5A高級教練機進行表演。[2]

使用表演機型從最早F-84雷霆機到F-86F軍刀機、F-5A、F-5E戰鬥機等。

## 表演項目
雷虎小組的表演項目總計20項空中戰技課目，歷時25分鐘，分別為：
- 七機大雁隊型低空通過
- 七機菱形小轉彎
- 單機倒飛
- 六機箭形低速+單機高速交叉通過
- 單機快滾
- 六機左桶滾
- 單機快滾
- 六機箭形觔斗
- 單機低速倒飛
- 六機扇形展開
- 單機小轉彎+觔斗
- 雙機正倒飛
- 單機慢滾
- 雙機交叉轉彎
- 四機跟蹤換菱形觔斗
- 雙機心形觔斗
- 四機一致滾
- 單機古巴八字
- 六機向上（下）炸彈開花+單機垂直鑽升快滾

2010年增加三個項目
- 五機密集隊形穿心
- 雙機尾隨滾轉
- 四機一致滾

2011年增加三個項目
- 單機倒飛
- 四點滾
- 編隊滾轉

2016年增加一個項目
- 三機正、倒飛尾隨滾

## 雷虎小組領隊（臺南基地）
1. 周石麟（官校13期)，民國8年（1919年）生，於民國108年（2019年）3月29日逝世，享嵩壽100歲[3]）
2. 羅化平（官校23期，領隊任期民國46年5月~50年6月，曾任中華民國空軍總司令部中將督察長、空軍第五聯隊少將聯隊長、駐泰大使館中校副武官）
3. 梁　龍（官校29期）
4. 張　復（官校30期，民國108年（2019年）9月9日逝世，享壽89歲[4]）
5. 林隆獻（官校40期，民國79年，時任空軍總部副參謀長，視察建安四號工程途中，搭乘專機墜機失事）
6. 黃榮德（官校46期，前漢翔航空工業公司董事長、空軍副總司令）
7. 蔡竹有（專修班2期，曾任空軍455聯隊少將聯隊長，任內發生八掌溪事件，以少將聯隊長身份代表空軍救護隊向家屬表示歉意）
8. 曾　敏（專修班4期）

## 雷虎小組領隊（岡山基地）
1. 王永順（官校58期，時任中華民國空軍軍官學校飛行指揮部戰鬥組組長）
2. 國　樸（官校59期）
3. 陳文盛（官校59期）
4. 李錦泰（官校64期）
5. 黃耀鼎（官校66期）
6. 董珂延（官校68期）
7. 王維楨（官校71期）
8. 朱志良（官校74期）
9. 簡瑞成（官校76期）
10. 楊志平（官校81期）
11. 劉世鈞 （官校82期)

## 殉落的雷虎成員
- 呂廷文，遼寧省法庫縣人，空軍官校31期，民國45年10月21日駕F-84G 170號機試飛時失事殉職於台南。
- 周林峯，浙江省諸暨縣人，空軍官校29期，民國48年10月21日駕F-86F 030號機編隊表演時，與黎國華空中擦撞失事殉職。
- 黎國華，廣西省桂林市人，空軍官校29期，民國48年10月21日駕F-86F 403號機編隊表演時，與周林峯空中擦撞失事殉職。
- 席德隴，江蘇省崑山縣人，空軍官校32期，民國52年4月15日駕F-86F 445號機實施炸彈開花後集合時，失事殉職。
- 羅宏新，浙江省新登縣人，空軍官校38期，民國60年10月31日駕F-5A 1218號機表演時，失事墜毀於台北中興大橋旁。
- 徐海華，山東省濟南市人，空軍官校65期，民國86年6月27日駕AT-3 0833號機練習單機四點滾時，失事殉職。
- 莊倍源，臺灣省南投縣人，空軍官校80期，民國103年10月21日駕AT-3 0815號機，在進行例行訓練三機尾隨滾時於高雄市梓官區上空與0847號機發生擦撞意外，最後墜毀於梓官加油站後方，因為想要將座機拉起避開市區，以免造成百姓傷亡，以致延後跳傘時機，雖最後於墜毀前跳傘逃生，但因高度不足，送醫後仍不幸殉職。後追晉上校並追頒「干城甲種二等獎章」。

## 使用機種
- F-84G雷霆式戰鬥機（1953）
- F-86F軍刀式戰鬥機（1959）

- F-5A]自由鬥士戰鬥機（1967）
- F-5E老虎二式戰鬥機（1975）
- AT-3自強號高級教練機（1988）

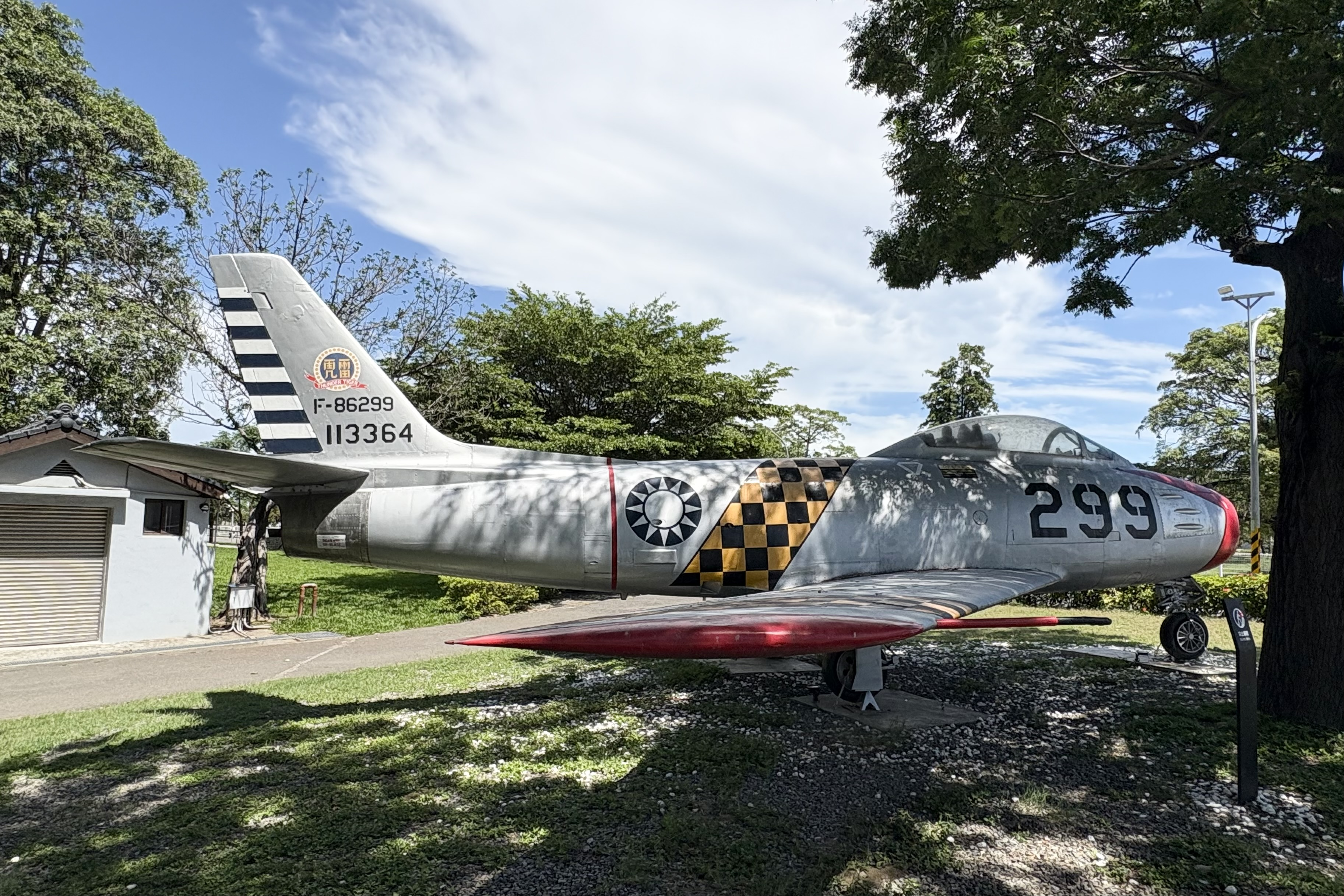
F-86F雷虎表演用機。

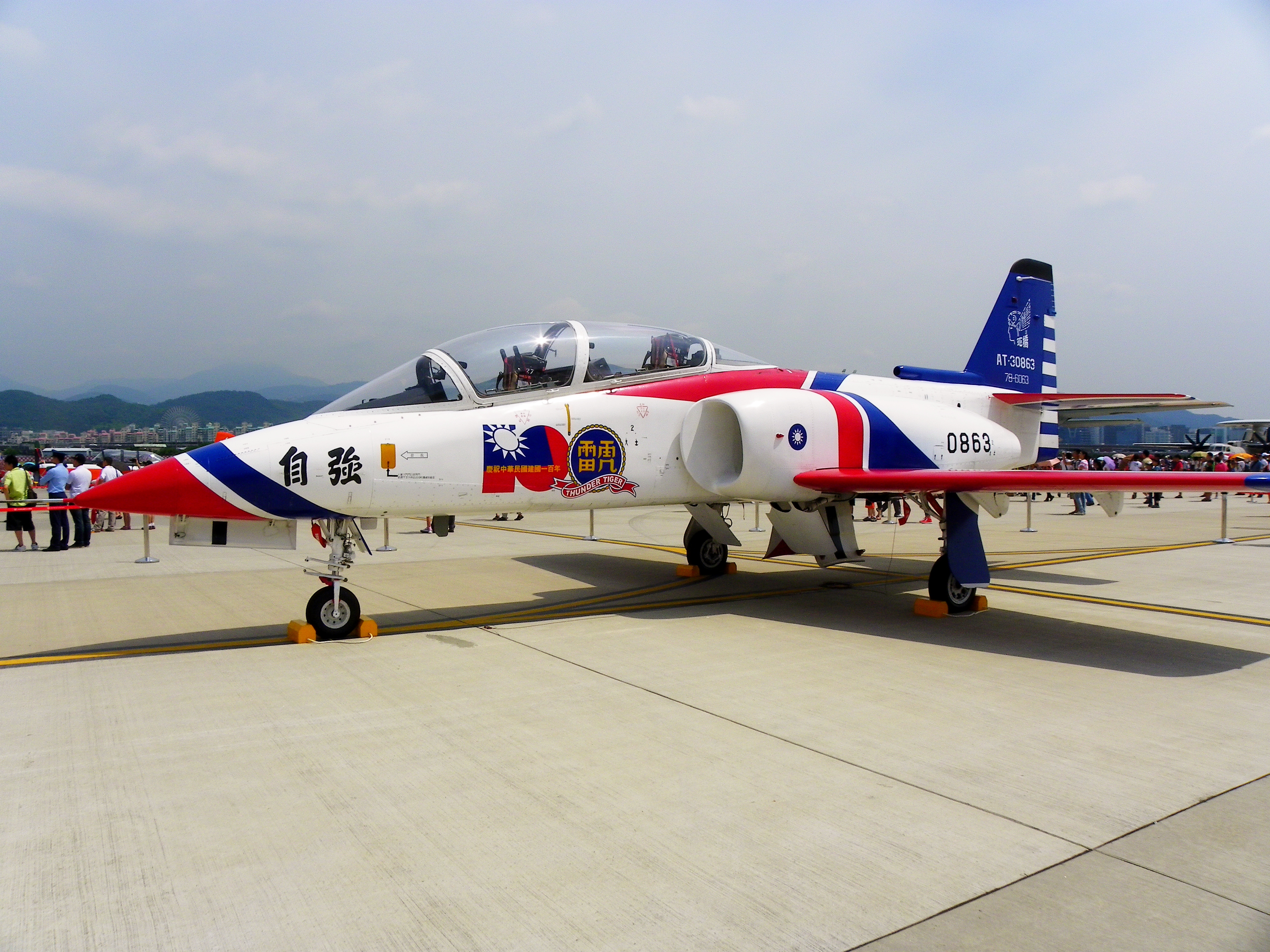
中華民國空軍雷虎特技小組AT-3之建國百年紀念塗裝。

- T-BE5A勇鷹高級教練機（2025/08/05起）[5] [6] [7]

## 以雷虎特技小組為主題的郵票
- 航15雷虎特技航空郵票 （页面存档备份，存于）　1960年（民國49年）2月29日發行

1959年（民國48年）4月，雷虎特技小組應美國空軍邀請赴美參加世界航空會議，表演飛行特技，以九架F-86編隊演出各項節目，獲得與會人士一致好評。為表揚其優良成績，以雷虎小組之精彩表演繪為郵票圖案。面額分新臺幣1圓、2圓、5圓三種，由溫學儒繪圖，日本大藏省印刷局承印。

## 特殊事蹟
民國48年4月，中華民國雷虎特技小組應美國空軍邀請赴美參加世界航空會議，表演飛行特技，以九架F-86軍刀戰鬥機編隊演出各項節目，獲得與會人士一致好評。其中在飛行表演中，雷虎們表演出了炸彈開花、向下墜垂等項目，令各國空軍完全瞠目結舌、啞口無言，並獲得"中國鑽石"的美譽，成了雷虎們最引以為傲的功績。

## 外部連結
- 雷虎小組歷史與未來
- 雷虎小組圖片之旅